# Dnevi, ki prihajajo
»Dnevi, ki prihajajo« je skladba skupine Gu-Gu iz leta 1985. Avtor glasbe je Dečo Žgur, besedilo pa je napisala Nada Žgur.

## Snemanje
Aranžma je naredil Čarli Novak, snemanje pa je potekalo v studiu Metro v Ljubljani. Skladba je izšla na njihovem debitantskem studijskem albumu Ta veseli dan ali Gu-Gu Play for You pri založbi ZKP RTV Ljubljana.

## Zasedba

### Produkcija
- Dečo Žgur – glasba
- Nada Žgur – besedilo
- Čarli Novak – producent, aranžma
- Peter Gruden – tonski snemalec
- Tone Dimnik – producent
- Tomo Jurak – producent

### Studijska izvedba
- Čarli Novak – bas kitara, vokal
- Tone Dimnik – bobni, vokal
- Tomo Jurak – solo vokal
- Igor Ribič – vokal

### Gostje
- Tomaž Kozlevčar
- Grega Forjanič
- Oto Pestner
- Tadej Hrušovar
- Lojze Krajnčan